# Perizoma maculata
Perizoma maculata är en fjärilsart som beskrevs av Lingonblad 1945. Perizoma maculata ingår i släktet Perizoma och familjen mätare. Inga underarter finns listade i Catalogue of Life.